# La Bussière (Vienne)
La Bussière ist eine französische Gemeinde mit 301 Einwohnern (Stand: 1. Januar 2022) im Département Vienne in der Region Nouvelle-Aquitaine; sie ist Teil des Arrondissements Montmorillon und des Kantons Montmorillon (bis 2015: Kanton Saint-Savin). 

## Geografie
La Bussière liegt etwa 37 Kilometer ostnordöstlich von Poitiers. Die Gartempe fließt im Osten der Gemeinde. Umgeben wird La Bussière von den Nachbargemeinden Saint-Pierre-de-Maillé im Norden, Nalliers im Osten und Südosten, Saint-Savin im Süden und Südosten, Paizay-le-Sec im Süden und Südwesten sowie La Puye im Westen.

## Bevölkerungsentwicklung
| Jahr                       | 1962 | 1968 | 1975 | 1982 | 1990 | 1999 | 2006 | 2018 |
| Einwohner                  | 680  | 622  | 495  | 437  | 395  | 350  | 370  | 319  |
| Quellen: Cassini und INSEE |      |      |      |      |      |      |      |      |

## Sehenswürdigkeiten
- Kirche Saint-Pierre-ès-Liens
- Schloss La Bertholière
- Schloss La Guitière
- Schloss La Roche-Aguet

Siehe auch: Liste der Monuments historiques in La Bussière (Vienne)

## Persönlichkeiten
- Adrien André (1884–1965), Politiker